# Ippolito Rosellini

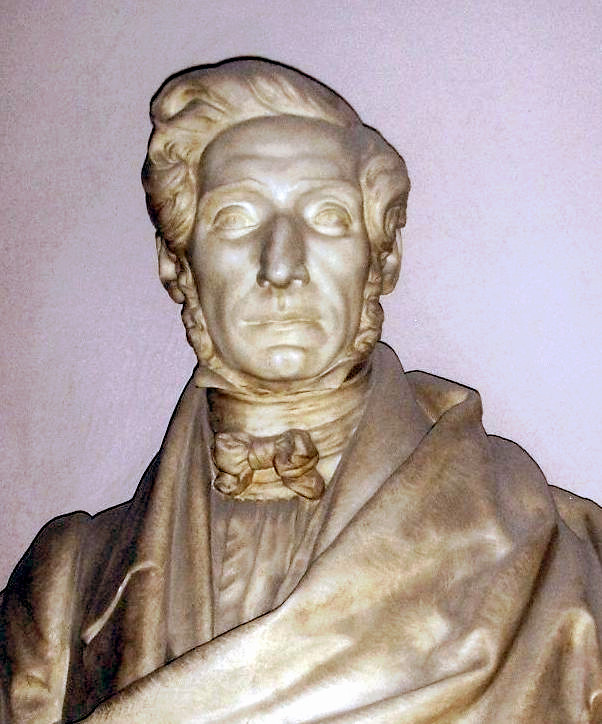
Popiersie Ippolito Roselliniego, Muzeum Archeologiczne we Florencji

Ippolito Rosellini, właśc. Niccolò Francesco Ippolito Baldessare Rosellini (ur. 13 sierpnia 1800 w Pizie, zm. 4 czerwca 1843 tamże) – włoski archeolog, orientalista i pisarz, przyjaciel i uczeń Jeana François Champolliona, uważany za twórcę włoskiej egiptologii.

## Pierwsze lata
Pochodził z rodziny kupieckiej wywodzącej się z Pesci. W 1817 rozpoczął studia na wydziale teologicznym uniwersytetu w Pizie, które ukończył w 1821, a następnie studiował języki orientalne w Bolonii pod kierunkiem Giuseppe Mezzofantiego. Specjalizując się w języku hebrajskim i arabskim, w 1824 został powołany na stanowisko profesora języków orientalnych na macierzystym uniwersytecie w Pizie. W tym też okresie zapoznał się z dziełem Champolliona Précis du système hiéroglyphique des anciens Egyptiens, opublikowanym w 1824, które wywarło na nim duże wrażenie. Z samym Champollionem spotkał się latem 1825 we Florencji podczas podróży Francuza po Włoszech i od tego czasu datuje się ich głęboka przyjaźń, wsparta wspólną pasją – zgłębianiem tajemnicy hieroglifów i starożytnego Egiptu. W 1827 wyjeżdża do Paryża na rok w celu zgłębiania wiedzy o metodzie Champolliona.

## Rodzina
Podczas tego pobytu w Paryżu spotyka tam Zenobię Cherubini, córkę znanego muzyka Luigiego Cherubiniego, przyjaciela Rossiniego. I to właśnie Rossini przekonuje ojca Zenobii, aby ten pozwolił córce wyjść za mąż za młodego profesora z Pizy. Państwo Rosellini doczekali się czwórki dzieci, z których pierworodna córka Ida zmarła jeszcze w wieku dziecięcym.

## Egipska ekspedycja
W 1828 Rosellini z Champollionem zorganizowali francusko-toskańską ekspedycję naukową, sponsorowaną przez króla Francji Karola X i wielkiego księcia Toskanii Leopolda II. Oprócz obu organizatorów w wyprawie bierze udział 12 ludzi: architektów, malarzy i rysowników. Wyprawa do Egiptu trwała 18 miesięcy, a Rosellini, oprócz swoich notatek i rysunków, przywiózł także 900 eksponatów, które stały się postawą kolekcji egipskiej Muzeum Archeologicznego we Florencji, drugiej pod względem wielkości kolekcji tego rodzaju we Włoszech po zbiorach turyńskich.

## Dzieło życia – „Zabytki Egiptu i Nubii”
Obaj przyjaciele spotkali się jeszcze w 1831 w Paryżu, na którym zaplanowali wspólną pracę nad dziełem podsumowującym ich egipską ekspedycję. Plany te nie zostały jednak zrealizowane z powodu śmierci Champolliona w 1832. Rosselini postanowił więc samodzielnie wydać publikację, korzystając ze wsparcia finansowego Leopolda II.
Dzieło to, zatytułowane „Zabytki Egiptu i Nubii” („Monumenti dell'Egitto e della Nubia”), pierwotnie było pomyślane na 10 tomów z podziałem na 3 części, z tego jednak Rosselini zdołał wydać za życia 8 tomów, dziewiąty ukazał się już pośmiertnie, dziesiąty zaginął natomiast bezpowrotnie i nie został wydany.
Pierwsza część, dotycząca historii Egiptu, składała się z 5 tomów, wzbogaconych 169 zdjęciami, w tym 28 kolorowymi; druga opisująca życie codzienne obejmowała 3 tomy z 135 zdjęciami, w tym 74 kolorowymi; trzecia, 1-tomowa, opowiadała o religii egipskiej i zawierała 86 zdjęć, w tym 8 kolorowych. Pierwszy tom opublikowany został w 1832. Łącznie dzieło liczyło sobie prawie 3300 stron.

## Ostatnie lata
W 1835 Rosellini powołany został na stanowisko kierownika Biblioteki Uniwersyteckiej w Pizie, ale pomimo rozlicznych obowiązków oraz postępującej choroby kontynuował do końca życia pracę nad „Zabytkami...”.
W 1836 odwiedził go niemiecki egiptolog Karl Lepsius, z którym już wcześniej wymieniał listy, a z którym teraz poznał się i zaprzyjaźnił. Rosellini stał się pierwszą osobą, którą Lepsius poinformował listownie, w rok po ich spotkaniu, o swoich odkryciach i uzupełnieniu metody odczytywania hieroglifów Champolliona.
W nocy z 16 na 17 maja 1843 Rosellini zapadł w śpiączkę i zmarł 4 czerwca tego roku. Został pochowany w pizańskim Camposanto Vecchio w pobliżu katedry.